# Kravica
Kravica är en ort i Bosnien och Hercegovina.   Den ligger i entiteten Republika Srpska, i den östra delen av landet, 80 km nordost om huvudstaden Sarajevo. Kravica ligger 276 meter över havet och antalet invånare är 357.
Terrängen runt Kravica är huvudsakligen kuperad. Kravica ligger nere i en dal. Närmaste större samhälle är Milići, 9,7 km sydväst om Kravica. 
I omgivningarna runt Kravica växer i huvudsak lövfällande lövskog. Runt Kravica är det ganska tätbefolkat, med 67 invånare per kvadratkilometer.